# علم التصنيف (عام)

علم التصنيف أو التاكسونوميا (بالإنجليزية: Taxonomy)‏ هو علم يدرس ممارسة التصنيف. تعود جذور الكلمة τάξις «تاكسس» إلى اللغة اليونانية وتعني (ترتيب) وكلمة νόμος «نوموس» وتعني (قانون أو علم). أشار علم التصنيف بالأصل إلى تصنيف الكائنات الحية فقط. وبالمعنى الأوسع والأعم، يشير علم التصنيف إلى تصنيف الأشياء أو المفاهيم، وكذلك المبادئ التي يقوم عليها هذا التصنيف. يختلف علم التصنيف عن علم الجُزْئية، الذي يتعامل مع تصنيف أجزاء من كل.
للكثير من التصنيفات بنية هرمية، ولكن هذا ليس شرطًا. يستخدم التصنيف الوحدات التصنيفية التي تسمى تاكسونات (تاكسون: واحدة التصنيف).

## التطبيقات
تصانيف ويكيبيديا هي مثال يوضح التصنيف، ويمكن أن تُستخلَص فئات التصنيف في ويكيبيديا بالوسائل الآلية. في عام 2009، ظهر أن التصنيف المُنشأ يدويًا، كتصنيف المصطلحات الحسابية في ووردنت مثلًا، يمكن أن يُستخدم لتحسين وإعادة هيكلة تصنيف فئات ويكيبيديا.
بمعنى أوسع، ينطبق التصنيف أيضًا على المخططات التي تنطوي على علاقات مختلفة عن التسلسلات الهرمية القائمة على علاقة «الأصل والفرع»، كالبنى الشبكية. قد تحوي التصنيفات فرعًا واحدًا له عدة أصول، فمثلًا، يظهر فرع هو «السيارة» وله أصلان «مركبة» و «آليات فولاذية». بالنسبة للبعض، هذا يعني حرفيًا أن «السيارة» هي جزء من عدة تصنيفات مختلفة. قد يكون التصنيف ببساطة عبارة عن تنظيم لأنواع الأشياء في مجموعات، أو قائمة أبجدية. ولكن هنا، المصطلح «مفردات» أكثر ملاءمة من «تصنيف». في الاستخدام الحالي داخل «إدارة المعرفة»، يُعتبر التصنيف أضيق من الأنطولوجيا (علم الوجود) لأن الأنطولوجيا تطبق مجموعة أكبر من أنواع العلاقات.
رياضيًا، فإن التصنيف الهرمي هو بنية شجرية من التصنيفات لمجموعة معينة من الكائنات. ويسمى أيضًا هرمية احتواء. في قمة الهرم تصنيف واحد، هو عقدة الجذر، وهو تصنيف ينطبق على جميع الكائنات. العقد الموجودة تحت هذا الجذر هي تصنيفات أكثر تحديدًا تنطبق على مجموعات فرعية من إجمالي الكائنات المُصَنفة. التقدم المنطقي يجري من العام إلى الأكثر تحديدًا.
على النقيض، في سياق المصطلحات القانونية، يُستخدم تصنيف سياقي مفتوح النهاية، وهو تصنيف صالح فقط في سياق معين. في السيناريوهات المأخوذة من المجال القانوني، يُصاغ بيان رسمي للنص المفتوح يوضح المصطلحات القانونية، ويقترح مدلولات متباينة في «اللب» و«الظل» لمعاني المفاهيم. التقدم المنطقي يجري من المُحدَد إلى الأكثر تعميمًا.

## نبذة تاريخية
لاحظ علماء الأنثروبولوجيا أن التصنيفات تكون عادةً جزءًا لا يتجزأ من الأنظمة الثقافية والاجتماعية المحلية، وتخدم وظائف اجتماعية متنوعة. ولعل الدراسة الأكثر شهرة وتأثيرًا حول التصنيفات الشعبية هي دراسة إميل دوركهايم وعنوانها «الأشكال البدائية للحياة الدينية». التعاطي الأحدث مع التصنيفات الشعبية (بما في ذلك نتائج عدة عقود من الأبحاث التجريبية) ومناقشة علاقتها بالتصنيف العلمي يمكن العثور عليها في كتاب سكوت أتران «الأسس المعرفية للتاريخ الطبيعي». وجد أن التصنيفات الشعبية للكائنات الحية تتفق في جزء كبير منها مع التصنيف العلمي، بالنسبة للأنواع الأكبر والأوضح على الأقل، ما يعني أن التصنيفات الشعبية لا تعتمد فقط على الخصائص النفعية.
في القرن السابع عشر، سعى عالم الرياضيات والفيلسوف الألماني غوتفريد لايبنيز، متقصيًا أثر الفيلسوف من ميورقة في القرن الثالث عشر رامون لول، في كتابه «آرس غينراليس ألتيما»، وفيه نظام إجرائي لتوليد المفاهيم من خلال الجمع بين مجموعة ثابتة من الأفكار، ساعيًا بذلك إلى تطوير أبجدية للفكر الإنساني. أراد لايبنيز من لغته العالمية أن تكون قادرة على التعبير عن جميع الأفكار المفاهيمية. دُرس مفهوم إنشاء مثل هذه «اللغة العالمية» مرارًا في القرن السابع عشر، ولا سيما على يد الفيلسوف الإنجليزي «جون ويلكنز» في عمله «مقال نحو حرف حقيقي ولغة فلسفية» (1668)، والذي استُمد منه مخطط التصنيف في قاموس روجيه.

## استخدام التصنيفات في التخصصات المتنوعة

### التصنيفات في هندسة البرمجيات
قدم فيغاس وآخرون حجة دامغة للنهوض بالمعرفة في مجال الهندسة البرمجية عن طريق استخدام التصنيفات. وبشكل مشابه، قدم أور وآخرون منهجية منتظمة لمقاربة بناء التصنيف في المواضيع المتعلقة بهندسة البرمجيات.

#### تصنيفات اختبار البرمجيات
اقترحت عدة تصنيفات في أبحاث اختبار البرمجيات لتصنيف التقنيات والتجهيزات والمفاهيم والأدوات. فيما يلي بعض الأمثلة على هذه التصنيفات:
1. تصنيف لتقنيات الاختبار القائمة على النموذج[10]
2. تصنيف لأدوات التحليل ذات الشيفرة الثابتة[11]

اقترح إنغستروم وآخرون وقيموا استخدام التصنيف لردم التواصل بين الباحثين والممارسين المنخرطين في مجال اختبار البرمجيات. وطوروا أداة تعتمد على الإنترنت لتسهيل وتشجيع استخدام التصنيف. الأداة ورمز مصدرها متاحان للاستخدام العام.

### التصنيفات في نشر البحوث
استشهد درموند ريني ومؤلفون مشاركون بأوجه القصور في الممارسات المستخدمة في سرد أسماء مؤلفي الأوراق البحثية في مجلات البحوث الطبية، ودعوا مجلة الجمعية الطبية الأمريكية في مقال نُشر فيها عام 1997 في المجلة إلى:
«تغيير مفاهيمي ومنهجي جذري، يعكس حقائق التأليف المتعدد ويدعم المساءلة. نقترح إسقاط فكرة المؤلف البالية لصالح فكرة أكثر فائدة وواقعية وهي فكرة المساهم».
منذ عام 2012، تبنت عدة هيئات كبرى للنشر الأكاديمي والعلمي «مشروع كريدت» لتطوير مفردات محددة لتسمية أدوار المساهمين. يُعرف المشروع باسم كريدت اختصارًا لاسمه (تصنيف أدوار المساهمين)، وهو مثال على التصنيف المسطح غير الهرمي، ولكنه يتضمن تصنيفًا اختياريًا واسعًا لدرجة المساهمة: قائدًا أو قرينَا أو داعمَا. تلخّص إيمي براند والمؤلفون المشاركون نتائجهم على النحو التالي:
«سيؤدي تحديد المساهمات في الأبحاث المنشورة إلى حصول المؤلفين على التقدير الملائم وتقليل النزاعات بين المؤلفين وتقليل روادع التعاون ومشاركة البيانات والمدونات».
اعتبارًا من منتصف عام 2018، بدا أن هذا التصنيف يحصر نطاقه بمخرجات البحوث، وتحديدًا مقالات الصحف. ولكنه مع هذا «يأمل في.. دعم التعرف على المراجعين الأقران». (على هذا النحو، فهو لم يحدد بعد المصطلحات الخاصة بأدوار كل من المحرر أو مؤلف الفصل الواحد في كتاب النتائج البحثية) يحدد الإصدار الأول، الذي أنشأته مجموعة العمل الأولى في الخريف (الشمالي) للعام 2014، 14 دورًا محددًا للمساهم باستخدام المصطلحات المحددة التالية:
- وضع المفاهيم
- المنهجية
- البرمجيات
- التحقق من الصحة
- التحليل الرسمي
- التقصي
- المصادر
- تحديث البيانات
- الكتابة - المسودة الأصلية
- الكتابة - المراجعة والتحرير
- التصور
- الإشراف
- إدارة المشروع
- الحصول على التمويل

وكان القبول مختلطًا، إذ خطط الكثير من الناشرين والمجلات الرئيسية لتنفيذ كريدت بحلول نهاية عام 2018، بينما لم يقتنع الكثير منهم بضرورة استخدامه أو بقيمته. فمثلا:
«أوجدت الأكاديمية الوطنية للعلوم صفحة إنترنت بعنوان (الشفافية حول مساهمات المؤلفين في العلوم) وفيها قائمة بالمجلات التي تلتزم بضبط معايير التأليف، وتحديد المسؤوليات للمؤلفين النظراء، وتتطلب هويات تعريفية في أوركيد، وتعتمد تصنيف كريدت».
تحتوي صفحة الويب تلك على جدول يسرد 21 مجلة (أو عائلات مجلات)، منها:
- 5 مجلات طبقت أو ستطبق كريدت بحلول نهاية عام 2018.
- 6 مجلات تتطلب بيان مساهمة المؤلف وتطرح استخدام كريدت.
- 8 مجلات لا تستخدم كريدت، تقدم 3 مجلات منها أسبابًا لذلك.
- مجلتان لا تقدمان المعلومات.

يعد التصنيف معيارًا مفتوحًا يتوافق مع مبادئ أوبن ستاند، ونُشر بموجب ترخيص المشاع الإبداعي.

### التصنيف في الإنترنت
من السهل أن يفهم المستخدمون المواقع ذات التصنيف المنفذ بشكل جيد أو التصنيفات الهرمية، يعود ذلك لإمكانية تطوير المستخدمين لنموذج ذهني لبنية الموقع.

#### إرشادات لكتابة التصنيف في الإنترنت
- الفئات المُتعارضة قد تكون مفيدة. إذا ظهرت الفئات في عدة أماكن، تسمى قوائم متقاطعة أو هرمية متعددة. ستفقد الهرمية قيمتها إذا ظهر تقاطع القوائم كثيرًا. يظهر تقاطع القوائم عند العمل في الفئات التي تلائم أكثر من مكان واحد.[19]

- وجود التوازن بين اتساع وعمق التصنيف أمرًا مفيدًا. الكثير من الخيارات (الاتساع) ستزيد الحمل على المستخدمين عبر إعطائهم الكثير من الخيارات. وفي الوقت نفسه، وجود بنية ضيقة جدًا بأكثر من مستويين أو ثلاثة للتنقل بينها، سيربك المستخدمين ويجعلهم يتخلون عن الموقع.[19]